# アルノルド・ヴィオン
アルノルド・ヴィオン（Arnold Wion または Wyon, 1554年5月15日 - 1610年頃）は、フランス出身のベネディクト会修道士。同会に関する歴史をまとめた最初の人物であるが、むしろ現在では、いわゆる『聖マラキの預言』を最初に公刊した人物として知られる。なお、名前はしばしばアルノルド・ド・ヴィオン（Arnold de Wion）とも綴られる。ほかにイタリア語式のアルノルド・ヴイオン（Arnoldo Vuion）、ラテン語式のアルノルドゥス・ウィオン（Arnoldus Wion）などの綴りもある。

## 生涯
1554年5月15日にドゥーエで領主代官の息子に生まれた。地元で学業を修めた後、宗教生活に入ることを決め、ベネディクト会士となった。ブルッヘ近郊のオーダンブール (Audembourg / Ardemburg) の大修道院で過ごしていたが、地理的に近いオランダの政治・宗教の状況悪化などが原因で、イタリアに移り住んだ。
1577年にモンテ・カッシーノの修道会に受け入れられ、その修道会が所有するマントヴァの修道院に入り、その地で歴史や文学の研究に明け暮れつつ、長年を過ごした。彼の研究成果はいくつかの文献にまとめられたが、そのうちの主著は、1595年にヴェネツィアで上梓した『生命の木』 (Lignum Vitae) 全2巻である。これはベネディクト会の歴史書であるが、現在では、専ら『聖マラキの預言』の初出として知られている（とはいえ、『聖マラキの預言』は、この本の中のわずか5ページ弱を占めるに過ぎない）。『聖マラキの預言』は実証的にはほぼ偽書であると見なされており、そのような偽預言に惑わされたヴィオンには、軽率な作家とか批判能力を欠いているといった評価がなされるが、他方で勤勉な学識者ではあったという評価もある。
その後ブレシアなどでも過ごし、パルマで没した。

## 著作
- Breve dichiarazione dell' arbore monastico benedittino intitolato Legno della Vita, Venise, 1594, in-8o
  - 『生命の木』の草案と言うべき著書で、著名な人物の紹介が含まれている[3]。
- Lignurn vitae, ornamentum et decus Ecclesioe, Venise, 1595, 2 vol. in-4o
  - ヴィオンの主著『生命の木』。2巻構成で、第1巻ではフェリペ2世への献辞に続き、聖ベネディクトゥスの出自についての検討が行われる[3]。『聖マラキの預言』が収録されているのも第1巻である。第2巻は殉教者たちの略伝になっている[3]。1607年にアウクスブルクでドイツ語版が刊行された[3]。
- Vita S. Gerardi, martyris et Hungarorum apostoli, Venise, 1597, in-4o
  - 聖ゲッレールトに関する伝記。ブダペストにはゲッレールト山など、彼にゆかりのある場所が残っている。

このほかに、刊行されることのなかった七十人訳聖書とヴルガータの年代記を対照した草稿などが残されている。